# Nīlāzh
Nīlāzh (persiska: نیلاژ, Nīlāsh) är en ort i Iran.   Den ligger i provinsen Gilan, i den nordvästra delen av landet, 280 km nordväst om huvudstaden Teheran. Nīlāzh ligger 144 meter över havet och antalet invånare är 684.
Terrängen runt Nīlāzh är varierad. Runt Nīlāzh är det ganska tätbefolkat, med 134 invånare per kvadratkilometer. Närmaste större samhälle är Māsāl, 8,0 km sydost om Nīlāzh. Trakten runt Nīlāzh består till största delen av jordbruksmark.